# Léo Pereira
Leonardo „Léo” Pereira (ur. 31 stycznia 1996 w Kurytybie) – brazylijski piłkarz występujący na pozycji środkowego obrońcy, od 2020 roku zawodnik Flamengo.